# Волков, Павел Николаевич
Павел Николаевич Волков (1842—1922) — русский архитектор проектировавший в стилях классицизм и электрика, тайный советник.

## Биография
Родился 19 октября 1842 года в Санкт-Петербурге.
В 1859 году в качестве вольноприходящего ученика начал обучение в Императорской Академии художеств, окончив полный курс обучения в 1865 году, получил звание классного художника 3-й степени. В 1864 и в 1865 году, П. Н. Волков был удостоен малой и большой Серебряной медали Императорской Академии художеств.
В службе и классном чине с 1869 года в составе Военного ведомства. 
В 1883 году произведён в чин статский советник. В 1884 году был назначен  совещательным членом Комиссии по устройству казарм при Военном совете Российской империи. В 1893 году состоял в числе чинов по военному министерству. В 1896 году был произведён в чин действительного статского советника. Одновременно с деятельностью при Комиссии по устройству казарм, с 1898 года был назначен помощником главного архитектора Ведомства учреждений императрицы Марии и с 1900 года — членом Технического комитета при инспекторе строительной части (технической инспекции) Ведомства учреждений императрицы Марии. В 1910 году произведён в тайные советники.
Был женат на Анне Александровне Брюлловой (1852—1920), дочери художника Александра Павловича Брюллова (1798—1877).

## Проекты и постройки П. Н. Волкова
- Особняк Л. Н. Симонова —  Столыпиных (1871—1879 гг., Гагаринская улица, Дом № 5,  7831863000)[5]).
- Дом Николаевых (1879—1880 гг., Садовая улица, Дом № 25[6]).
- Доходный дом А.В. Тукмачевой (1874 г., Фурштатская улица, Дом № 42[7])
- Дом (левая часть) и Особняк В. С. Балашева (А. Ф. Маркса) (1875 г., совместно с архитекторами Н. В. Трусовым и Л. Ф. Шперером, Средняя Подьяческая улица Дом 1 и Набережной канала Грибоедова, Дом 92[5]) ( памятник архитектуры (вновь выявленный объект)[8]).

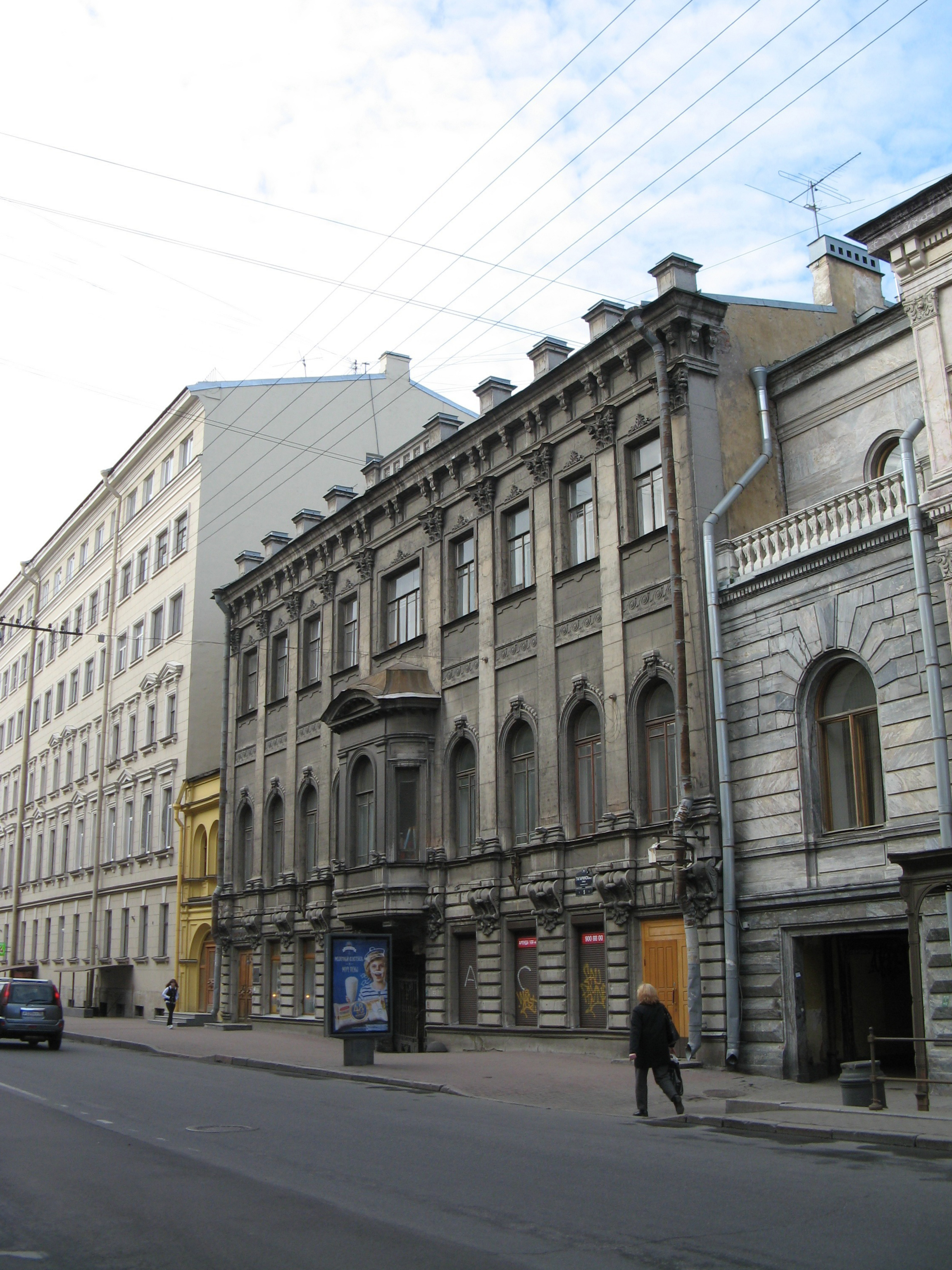
Особняк Л. Н. Симонова —  Столыпиных
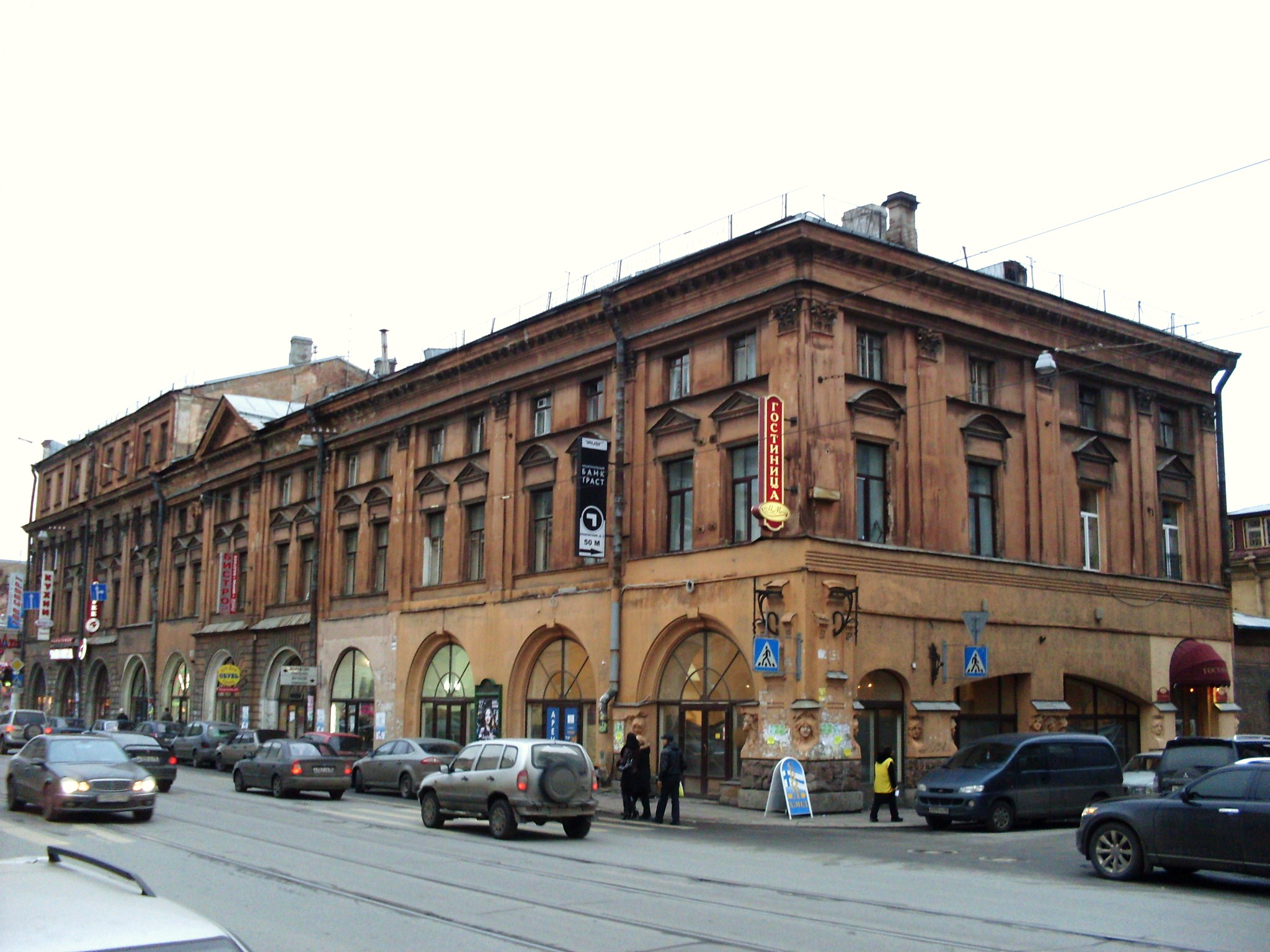
Дом Николаевых
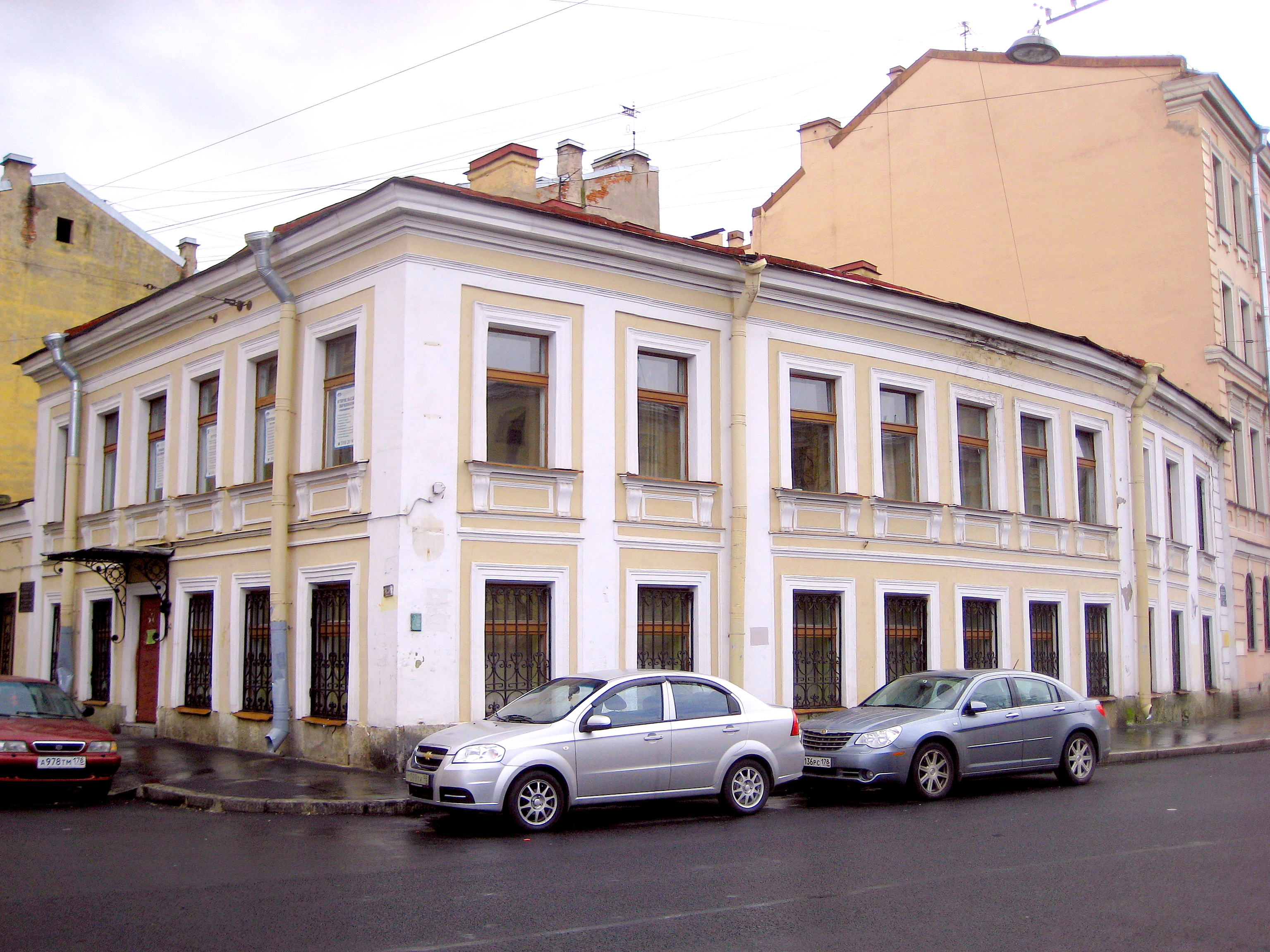
Дом и особняк В.С. Балашева (А.Ф. Маркса)

## Награды
П. Н. Волков имел следующие награды:
- Орден Святого Станислава 2-й степени (1872)
- Орден Святой Анны 2-й степени (1876)
- Орден Святого Владимира 4-й (1878) и 3-й степени (1892)
- Большая (1865) и малая (1864) Серебряная медаль ИАХ[1]